# 148

## Родени
- 7 март – Ания Луцила,